# Sérgio Trindade
Sérgio Trindade (ur. 14 grudnia 1940 w Rio de Janeiro, zm. 18 marca 2020 w Nowym Jorku) – brazylijski chemik, inżynier i naukowiec. Specjalizował się w energii odnawialnej i zrównoważonym rozwoju gospodarczym, dzięki czemu w 2007 roku otrzymał Pokojową Nagrodę Nobla za rolę w Międzyrządowym Zespole ds. Zmian Klimatu.
Ukończył studia na Uniwersytecie Federalnym w Rio de Janeiro. Trindade uzyskał stopień doktora w Massachusetts Institute of Technology. Zmarł 18 marca 2020 na COVID-19 w wieku 79 lat.